# テオ・ルシウス
テオ・ルシウス（Theo Lucius, 1976年12月19日 - ）は、オランダ・フェヘル出身の元同国代表サッカー選手。現役時代のポジションは主にミッドフィールダーだがディフェンダーでもプレーする。姉妹のアンネ・ルシウスはコーフボールの選手。

## 経歴
5歳からサッカーを始め、アマチュアのVVヘースヴァイクでプレーする。13歳のときFCデン・ボスに見出されユースチームへ加入。それまではフォワードとしてプレーしていたが、FCデン・ボスではミッドフィールダーにコンバートされた。その後トップチームに引き上げられるのだが、彼は15歳から大工として働いておりその経験が彼を肉体的にも精神的にもたくましく育てていた。1996年8月20日、BVフェーンダムとの試合でデビュー。デビュー後の2年間で彼のプレーは多くのクラブの目に留まり、実に20ものクラブから声がかかった。結局彼はPSVアイントホーフェンへの移籍を決意する。
ボビー・ロブソン監督のもとでルシウスはレギュラーとして活躍する。しかし、翌シーズンには監督がエリック・ゲレツに代わりルシウスはFCユトレヒトへとレンタルへ出されてしまう。結果的にこの移籍は出場機会に恵まれ、彼を大きく成長させることとなったのである。レンタル終了後、PSVへ戻った彼は重要な戦力となりリーグ優勝4回やリーグカップの優勝などクラブの躍進を支えた。2006年、かつてPSVでアシスタントマネージャーを務めていたエルウィン・クーマンが監督を務めるフェイエノールトへと移籍した。精力的なプレーを見せるが、クラブは不調で06-07シーズンから3年連続で低位に終わる。ファン・ブロンクホルスト獲得をはじめとするクラブの改革によりポジションを失い2009年夏に退団、移籍先を探る事となった。
2009年10月に2部のFCデン・ボスへ移籍。しかし契約上の問題で公式試合に出場できなかった。2010年1月、FCフローニンゲンへのレンタル移籍が決まった。

## 獲得タイトル
PSV
- エールディヴィジ 2001-2002, 2002-2003, 2004-2005, 2005-2006
- KNVBカップ 2004-2005
- ヨハン・クライフ・スハール 1998, 2000, 2001, 2003

フェイエノールト
- KNVBカップ 2007-08